# Eugenio del Río
Eugenio del Río Gabarain (San Sebastián, septiembre de 1943) es un político y escritor español.

## Reseña biográfica
Nacido en San Sebastián en 1943, tras haber llevado a cabo algunas actividades antifranquistas, en otoño de 1965 se incorporó a ETA, en la que pronto pasó a pertenecer a su Oficina Política. En diciembre de 1966 formó parte de la primera escisión de dicha organización, de la que nació Komunistak-Movimiento Comunista Vasco. Este grupo, junto con otros, participó en la fundación del Movimiento Comunista de España, que en enero de 1983 pasó a denominarse Movimiento Comunista (MC). Estuvo exiliado en Francia desde finales de 1968 hasta 1975. Fue Secretario General del MC entre 1975 y 1983. Desde 2002 se ocupa de la coordinación de  www.pensamientocritico.org.

## Trayectoria ideológica
En su trayectoria ideológica se puede observar una pronunciada transformación. 
En un primer período se encuadró dentro de una ortodoxia marxista-leninista, y desde comienzos de la década de 1970, se alineó como maoísta.
Su vinculación con el maoísmo fue decreciendo en la segunda mitad de la década de 1970, aunque todavía en 1981 publicó un libro titulado La teoría de la transición al comunismo en Mao Tsetung (1949-1969), elogioso hacia la literatura maoísta y la llamada Revolución Cultural, si bien expresaba algunas reservas respecto a su carácter revolucionario.
En la década de 1980 todavía se desenvolvió dentro del mundo ideológico de la extrema izquierda (adhesión al marxismo, defensa de la revolución socialista y de la violencia política, especialmente). Pero en su libro La clase obrera en Marx (1986) apuntó algunas críticas hacia las ideas de Karl Marx, críticas que fueron desarrollándose posteriormente.
Durante esos años dejó de identificarse como marxista. Su crítica del marxismo, entendido como la ideología que, tras la muerte de Marx, se convirtió en hegemónica en los partidos socialistas y comunistas en Europa, la desarrolló en 1993 en su obra La sombra de Marx. Estudio crítico sobre la fundación del marxismo (1877-1900).
En el último período ha ahondado en los problemas del universo mental de las izquierdas (Crítica del colectivismo europeo antioccidental, 2007, y Pensamiento crítico y conocimiento. Inconformismo social y conformismo intelectual, 2009).
En De la indignación de ayer a la de hoy (Transformaciones ideológicas en la izquierda alternativa en el último medio siglo en Europa occidental), 2012, repasa los cambios en las ideas de los movimientos de protesta europeos. El libro, favorable a una renovación del mundo ideológico de la izquierda, al que siempre ha pertenecido, contiene un examen crítico, que es también autocrítico puesto que aborda las deficiencias presentes en su propio itinerario ideológico.
En el artículo "El final del silencio" de diciembre de 2019 formula una autocrítica sobre las actitudes de una parte de la izquierda favorables a la violencia de ETA, actitudes que él compartió en los años ochenta, aunque siempre se mostró crítico con la ideología nacional vasca.
Su ultimó libro, Jóvenes antifranquistas (1965-1975)https://www.infolibre.es/cultura/libros/extracto-libro-jovenes-antifranquistas-1965-1975-eugenio-rio-pags-69-75_1_1583006.html, es un estudio histórico sobre la irrupción, en la última década del franquismo, de una generación de activistas que desplegaron una intensa labor en el período de crisis del régimen de Franco. En este volumen presta especial atención a los rasgos ideológicos de las organizaciones de esa generación.

## Obras
Ha publicado numerosos artículos y una veintena de libros, especialmente dedicados a la historia de las ideas y a los problemas de los movimientos de izquierda. Entre ellos figuran:
- La clase obrera en Marx, Madrid: Revolución, 1986.
- La sombra de Marx. Estudio crítico sobre la fundación del marxismo (1877-1900), Madrid: Talasa, 1993.
- La izquierda. Trayectoria en Europa occidental, Madrid: Talasa, 1999.
- Disentir, resistir. Entre dos épocas, Madrid: Talasa, 2001.
- Poder político y participación popular, Madrid: Talasa, 2003.
- Izquierda y sociedad, Madrid: Talasa, 2004.
- Izquierda e ideología, Madrid: Talasa, 2005.
- Crítica del colectivismo europeo antioccidental, Madrid: Talasa, 2007.
- Pensamiento crítico y conocimiento. Inconformismo social y conformismo intelectual, Madrid: Talasa, 2009.
- De la indignación de ayer a la de hoy (Transformaciones ideológicas en la izquierda alternativa en el último medio siglo en Europa occidental), Madrid: Talasa, 2012.
- Liderazgos sociales. Talasa. 2015.
- Conversaciones con Eugenio del Río, Entrevistas realizadas por Salvador López Arnal a propósito del libro De la indignación de ayer a la de hoy, Málaga: Ediciones del Genal, 2015.
- Primeros pasos de Podemos. 2014-2015, Donosti/San Sebastián: Gakoa, 2016.
- Jóvenes antifranquistas (1965-1975), Madrid: La Catarata,2023.